# Un de tes mots
Pour plus de détails, voir Fiche technique et Distribution.
Un de tes mots (Una palabra tuya) est un film espagnol réalisé par Ángeles González-Sinde en 2008, tiré du roman éponyme d'Elvira Lindo.

## Synopsis
Le film raconte la vie de deux camarades du lycée, Rosario (Malena Alterio) et Milagros (Esperanza Pedreño) qui, après plusieurs faux pas, finissent par travailler comme éboueuses. L'histoire commence quand elles doivent voyager au village de Milagros pour enterrer leur chat mort. Le film est tourné à Madrid et à Huertapelayo (Zaorejas).

## Fiche technique
- Titre : Un de tes mots
- Titre original : Una palabra tuya
- Réalisation : Ángeles González-Sinde
- Scénario : Ángeles González-Sinde d'après le roman de Elvira Lindo
- Musique : Julio de la Rosa
- Photographie : David Omedes
- Montage : Fernando Pardo
- Production : José Antonio Félez et Antón Reixa
- Société de production : Tesela Producciones Cinematográficas
- Pays :  Espagne
- Genre : Comédie dramatique
- Durée : 100 minutes
- Dates de sortie : 
  -  Espagne : 22 août 2008

## Distribution
- Malena Alterio : Rosario
- Esperanza Pedreño : Milagros
- María Alfonsa Rosso : la mère
- Luis Bermejo : le père de Lorenzo
- Antonio de la Torre : Morsa
- Chiqui Fernández : Palmira
- Ramiro Alonso : Jefe
- Catalina Batista : Rosario enfant
- Sandra Collantes : Zapatera
- Fernando Conde : Tío Cosme
- Juan Sanz : le père de Rosario
- Fernando Soto : Sanchís
- Basilisa Villaverde : Tía María